# Sobór Zaśnięcia Matki Bożej w Astrachaniu
Sobór Zaśnięcia Matki Bożej – prawosławny sobór w Astrachaniu.
Budynek został wzniesiony na miejscu dwóch starszych soborów – drewnianego, istniejącego od 1560 do końca XVI wieku, i kamiennego, rozebranego po niecałym stuleciu istnienia z uwagi na niewystarczające rozmiary. Autorem jego projektu był Dorofiej Miakiszew, dla którego inspiracją był wygląd soboru Zaśnięcia Matki Bożej w Riazaniu.
Obiekt przetrwał do naszych czasów w formie praktycznie niezmienionej od momentu zakończenia budowy. Budynek wznosi się na wysokość 75 metrów. Całą zbudowaną na planie prostokąta cerkiew otacza galeria. Zewnętrzne ściany budynku są bogato dekorowane płaskorzeźbami, półkolumnami oraz fryzem. Sobór posiada pięć kopuł umieszczonych w narożnikach oraz w centralnym punkcie nawy, na bębnach. Z budynkiem cerkwi łączy się taras (przypominający łobnoje miesto) oraz wzniesiona w 1900 dzwonnica. Pierwotnie w świątyni znajdował się ośmiorzędowy ikonostas o łącznej wysokości 23 metrów. Część wyposażenia soboru została po rewolucji październikowej przeniesiona do muzeum w Astrachaniu.
Sobór został zamknięty po rewolucji październikowej, w 1918. Otwarty ponownie po upadku ZSRR.
W 1737 w soborze pochowany został król Kartlii, od 1724 przebywający w Rosji na emigracji, Wachtang VI. W 1760 w soborze pochowany został także król Kartlii Tejmuraz II. Z kolei w 1806 w podziemiach świątyni pogrzebano ordynariusza miejscowej eparchii, biskupa astrachańskiego Anastazego.

## Galeria

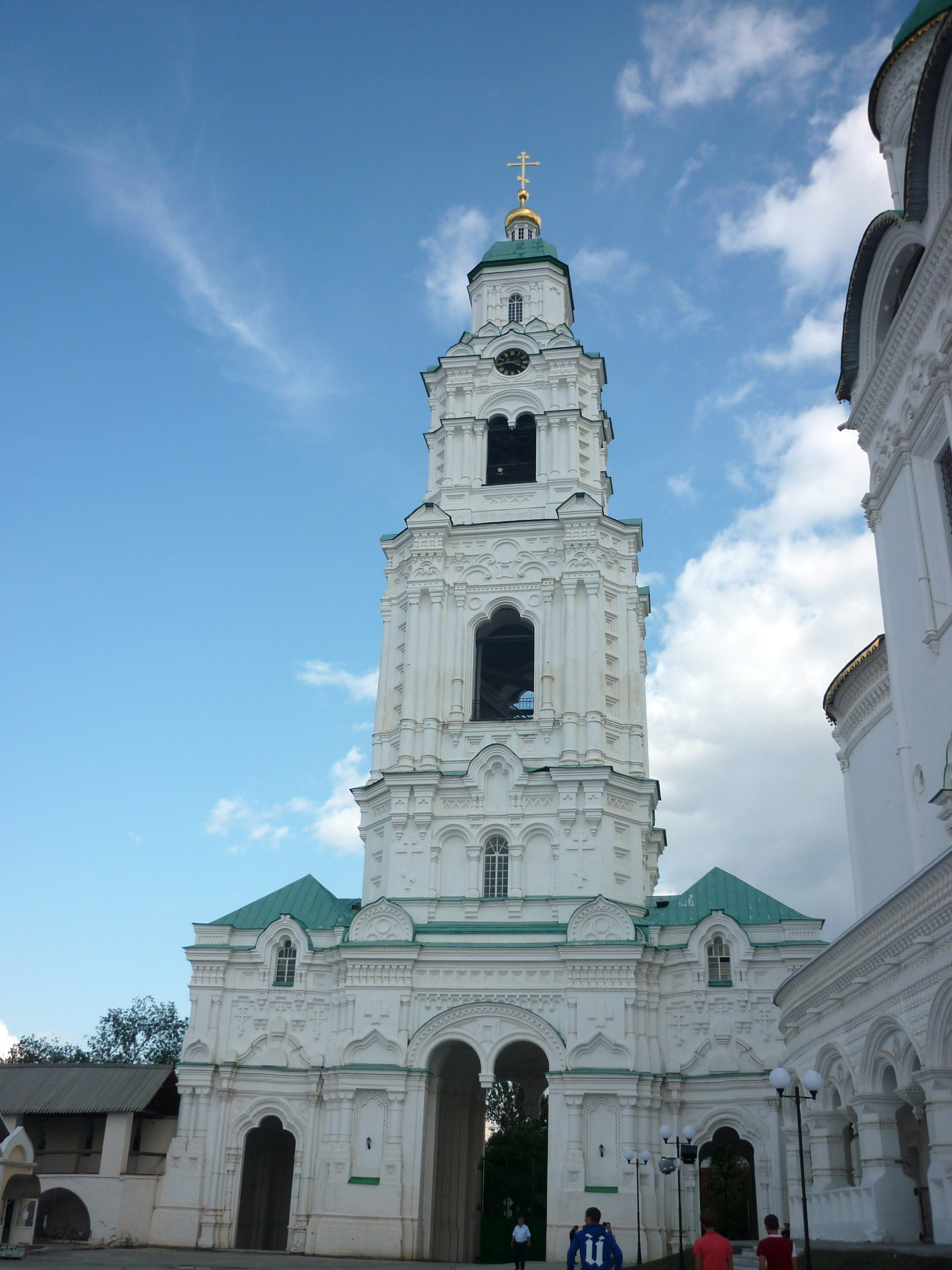
Dzwonnica
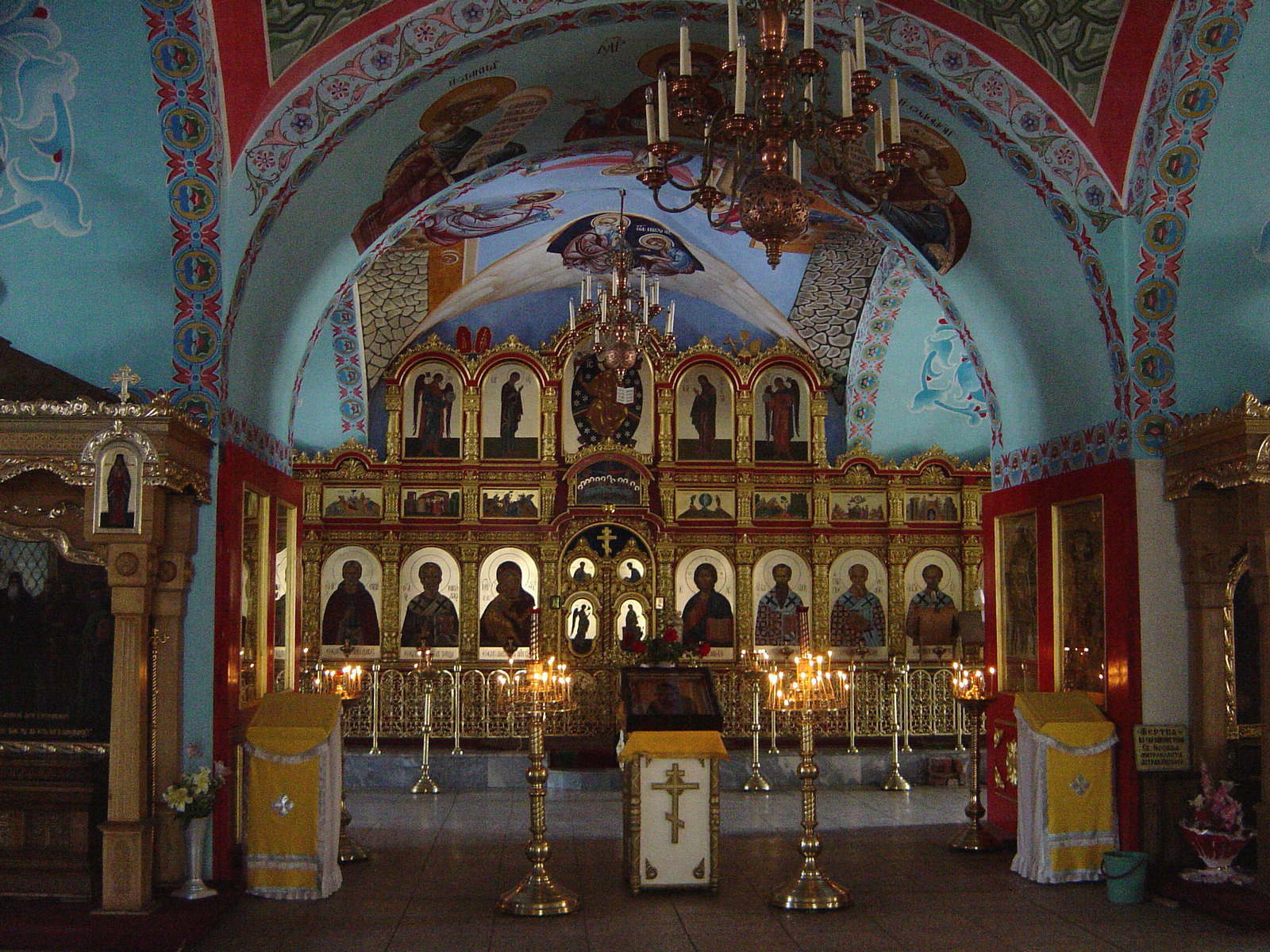
Ikonostas